# Hamme
För andra betydelser, se Hamme (olika betydelser).

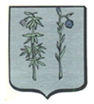
Hammes vapen

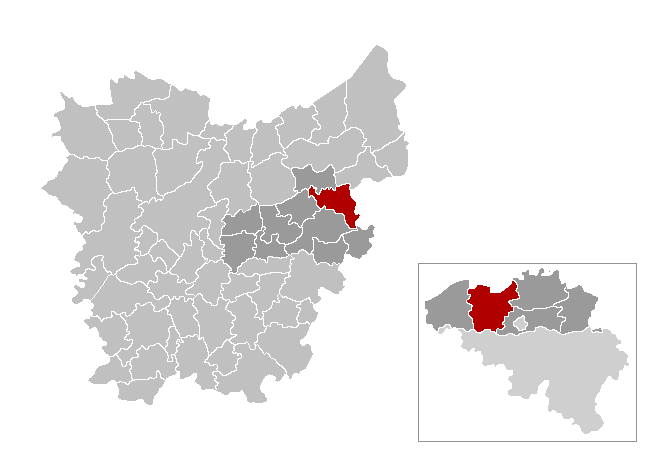
Hammes läge inom provinsen Östflandern

Hamme är en kommun i provinsen Östflandern i regionen Flandern i Belgien. Hamme hade 23 547 invånare per 1 januari 2008.